# 雨恋々
「雨恋々」（あめれんれん）は、2008年2月27日に発売された清水博正のデビュー・シングル。

## 概要
- デビューシングル。
- 第41回日本有線大賞新人賞受賞曲。

## 収録曲
1. 雨恋々(5:00)
作詞：たかたかし、作曲：弦哲也、編曲：南郷達也
2. 雨恋々（オリジナル・カラオケ）(5:00)
3. 雨恋々（メロ入りカラオケ）(5:00)
4. 里山しぐれ(5:00)
作詞：たかたかし、作曲・編曲：弦哲也
5. 里山しぐれ（オリジナル・カラオケ）(5:00)
6. 里山しぐれ（女声用ギター伴奏カラオケ）(5:00)

## 収録アルバム
- 雨恋々
  - 魂の歌（2008年10月22日）
  - 魂の歌〜きずな〜（2012年3月7日）※ギターバージョン
  - オリジナル・ベストアルバム（2012年11月21日）
  - トリプル・ベスト（2014年7月23日）
  - オリジナル・スーパーベスト（2017年10月18日）

- 里山しぐれ
  - 魂の歌（2008年10月22日）
  - オリジナル・ベストアルバム（2012年11月21日）
  - オリジナル・スーパーベスト（2017年10月18日）